# دوربین-قلم
دوربین-قلم (به فرانسه: Caméra-stylo) نظریه‌ای است در حوزهٔ سینما که طبق آن کارگردان را به منزلهٔ یک نویسنده تلقی می‌کند. نویسنده‌ای که قلمی به نام دوربین دارد؛ بنابراین کارگردان را مؤلف اثر سینمایی می‌شمارد. این نظریه را نخستین بار الکساندر آستروک نظریه‌پرداز، منتقد و فیلمساز فرانسوی مطرح ساخت. او این نظریه را در رسالهٔ تولد یک آوانگارد جدید: دوربین-قلم و در سال ۱۹۴۸ در شمارهٔ ۱۴۴ مجلهٔ اکران فرانسه به چاپ رساند. مهمترین نظریه‌ای که متأثر از این نظریه پس از آن ارائه شد، نظریهٔ مولف فرانسوا تروفو و اندرو ساریس بود. نظریهٔ دوربین-قلم نقش مهمی در پیدایش موج نو در فرانسه داشت.

## چهره‌های شاخص
- الکساندر آستروک
- فرانسوا تروفو
- اندرو ساریس

## نظریه‌های مرتبط
- نظریهٔ مؤلف

## فهرست منابع
- کارل رایتس و گوین میلار، فن تدوین فیلم، ترجمهٔ وازریک در-ساهاکیان، انتشارات سروش، ۱۳۸۳
- رابرت استم، مقدمه‌ای بر نظریهٔ فیلم، ترجمهٔ گروه مترجمان، به کوشش احسان نوروزی، انتشارات سورهٔ مهر، ۱۳۸۳